# Truth Social
Truth Social è un social network creato dalla Trump Media & Technology Group (TMTG). Il sito è stato lanciato il 21 febbraio 2022.

## Storia

### Antefatto
Nel 2021 l'allora ex Presidente degli Stati Uniti d'America Donald Trump dichiarò l'intenzione di creare una nuova piattaforma di social media, in seguito alla decisione di bandire il suo profilo da Facebook e Twitter, come conseguenza dell'assalto al Campidoglio degli Stati Uniti d'America del 2021.

### Annuncio
Il 20 ottobre 2021, la Trump Media & Technology Group ha pubblicato un comunicato stampa nel quale annunciava che la piattaforma sarebbe stata lanciata nel "primo trimestre del 2022". Era previsto che entrasse in fase beta limitata per iOS nel novembre del 2021 e, pur non rispettando strettamente i tempi, Trump ha affermato nel dicembre 2021 che alcuni utenti invitati stavano già utilizzando il sito.
La piattaforma è basata su Mastodon, un software libero e open source. Il 21 ottobre 2021, il gruppo Software Freedom Conservancy ha affermato che Truth Social avrebbe violato la licenza di Mastodon non rendendo pubblico il codice sorgente a tutti gli utenti. Il 12 novembre 2021, Truth Social ha pubblicato il codice sorgente come file ZIP sul proprio sito web.

### Lancio
Trump ha pubblicato il primo post sulla piattaforma il 16 febbraio 2022. Quel giorno, l'amministratore delegato di TMTG Devin Nunes ha affermato che si aspettava che la piattaforma non sarebbe stata completamente aperta al pubblico sino alla fine di marzo.
Il 21 febbraio 2022, Truth Social è stato pubblicato per sistemi iOS, raggiungendo il primo posto nella classifica dell'App Store di Apple.

## Termini di servizio
Quando l'azienda è stata annunciata per la prima volta nell'ottobre 2021, i suoi termini di servizio dichiaravano che la società non sarebbe stata legalmente responsabile per "il contenuto, l'accuratezza, le offese, le opinioni e l'affidabilità" di qualsiasi cosa gli utenti potessero postare sul sito.